# (35014) 1981 EX5
(35014) 1981 EX5 es un asteroide perteneciente al cinturón de asteroides, descubierto el 7 de marzo de 1981 por Schelte John Bus desde el Observatorio de Siding Spring, Nueva Gales del Sur, Australia.

## Designación y nombre
Designado provisionalmente como 1981 EX5.

## Características orbitales
1981 EX5 está situado a una distancia media del Sol de 3,064 ua, pudiendo alejarse hasta 3,355 ua y acercarse hasta 2,774 ua. Su excentricidad es 0,094 y la inclinación orbital 10,04 grados. Emplea 1959,54 días en completar una órbita alrededor del Sol.

## Características físicas
La magnitud absoluta de 1981 EX5 es 14,6. Tiene 4,195 km de diámetro y su albedo se estima en 0,191. 